# Погорелов, Юрий Николаевич
Юрий Николаевич Погорелов — советский хозяйственный, государственный и политический деятель.

## Биография
Родился в 1938 году в селе Павловка. Член КПСС.
Окончил Ростовский государственный университет.
До 1963 — мастер производственного обучения Кантемировского училища механизации сельского хозяйства, первый секретарь Кантемировского райкома ВЛКСМ.
В 1969—1973 — заведующий орготделом Кантемировского райкома ВЛКСМ, инструктор Воронежского обкома КПСС, первый секретарь Воронежского обкома ВЛКСМ.
В 1973—1979 — первый секретарь Кантемировского, Россошанского райкомов КПСС.
В 1979—1987 — инструктор, заведующий сектором отдела организационно-партийной работы ЦК КПСС.
В 1987—1988 — первый секретарь Псковского обкома КПСС.
В 1989—1991 — заведующий отделом по работе исполнительных органов Советов Совета Министров РСФСР, консультант Отдела по законодательным инициативам и правовым вопросам ЦК КПСС.
После 1991 — заместитель Полномочного представителя Администрации Воронежской области при Правительстве Российской Федерации, помощник заместителя Председателя Совета Федерации Федерального Собрания Российской Федерации, руководитель Секретариата заместителя Председателя Совета Федерации Федерального Собрания Российской Федерации.
Депутат Верховного Совета СССР 11-го созыва. Делегат XXIV съезда КПСС и XIX партконференции.
Живёт в Москве.

## Награды
- Орден Ленина
- Орден Трудового Красного Знамени